# 杰拉尔德·鲁宾
杰拉尔德·梅耶·鲁宾（英語：Gerald Meyer Rubin），美国遗传学家。生于马萨诸塞州波士頓，在麻省理工学院获硕士学位，之后到冷泉港实验室工作。1974年于剑桥大学获博士学位。他是将可转座P因子用于遗传学研究的先驱者，并领导了果蝇基因组测序的公共项目。鲁宾的实验室还以开发基因组学工具和基因调控的全基因组研究而知名。鲁宾还担任霍华德·休斯医学研究所副主席。